# 타카기 레니
타카기 레니(高城れに 다카기 레니[*], 1993년 6월 21일 ~ )는 일본의 여성 아이돌 그룹 모모이로 클로버 Z의 최연장자이자 서브리더이다. 애칭은 레니짱, 타카씨이다.
가나가와현 출신이며, 소속사는 스타더스트 프로모션이다.

## 인물
- 중학교 2학년 때 현재의 사무소에 스카우트되어 연예계 진출. 그 전에도 엑스트라의 일을 한 적이 있다.
- 본인이 말하기를 장점은「긍정적인 사고를 하는 점」, 단점은「정신을 놓고 다닌다, 금세 될대로 되란 식이 된다」[1][2].
- 취미는 몸을 움직이는 일, 다른 차원에 대해 생각하는 것[1].
- 특기는 합합 댄스, 탭 댄스, 유체 이탈[1]. 댄스는 어머니가 자신과 닮은 내향적인 성격을 고쳐주기 위해 시작하게 만든게 계기가 되었다. 본인이 말하길 유체이탈 말고도 꿈을 컨트롤하거나 자신의 주변에 있는 물건의 소리를 들을 수 있다고도 한다.
- 돈키호테(할인 스토어)의 팬을 공언하고 있으며 자주 방문한다[3].
- 좋아하는 영화는 「아무도 모른다」[2].
- 좋아하는 과목은 국어와 역사, 싫어하는 과목은 수학, 영어, 과학[2].
- 외동딸이다.
- 이름의 유래는 원래 어머니가 되고 싶었던 이름이 「레니」여서, 소중히 여기고 있던 인형에도 그 이름을 붙였다고 한다[2]. 또, Inter FM「다카기 레니의 King of Rock!」의 특집기사에선「“레니”라는 이름은、레니 크라비츠 나 THE STONE ROSES의 드러머, 레니와도 통하는 리얼 록을 체현하는 키워드」라고도 소개되었다[4]. 이전의 예명은 다카기 레니 (高木れに)[5].

## 모모이로 클로버 Z 관련 사항
- 이미지 컬러는 보라색.
- 캐치 프레이즈는「모모쿠로의 감전 소녀」
- 라이브에서 팬들에 의해서 정해져 있는 구호를 마음에 들어해서,『망설여질 때, 힘이 들 때, 웃는얼굴을 잃어버릴 것 같을 때, 포기하고 싶어질 때, 항상 모두가 말해주는「웃는얼굴이 제일 레니짱!!」을 떠올리고 있다』라고 한다[6].
- 결성 당시 리더를 맡고 있었으나, 2008년11월 경에 퇴임 (후임은 모모타 카나코).
- 다른 멤버들보다 격렬한 댄스를 피로하는 것이 특징으로, 아리야스 모모카에게「댄스로 레니에게 이기는 건 굉장히 어렵다」라는 말을 들을 정도이다[7]. 또, 동경여자류의 매니저가「레니짱과 같은 레벨을 목표로 힘내자」라고 발언한 적이 있다[8].
- 2012년 3월, 고등학교 졸업을 계기로「매일 히로인」으로서 활동. 라이브에서「평생 모모쿠로」선언을 하고[9], 새롭게 라디오 퍼스널리티를 맡게 되는 등 활약 범위를 넓혀가고 있다.
- 멤버 중 유일하게 콘택트 렌즈를 사용.

## 작품

### 앨범
- れにちゃんWORLD (2021년 8월 18일)
- OTOGIMASHOU (2025년 10월 1일)

### 착신 싱글
- しょこららいおん (2016년 3월 9일)
- まるごとれにちゃん (2017년 3월 9일)
- 『3文字』の宝物 (2017년 7월 9일)
- Tail wind (2018년 3월 9일)
- じれったいな (2019년 3월 8일)
- Dancing れにちゃん (2020년 3월 6일)
- じゃないほう (2022년 3월 4일)
- レニー来航!!/3月9日 (2023년 3월 9일)
- M&S～ママパパへ～ (2023년 6월 25일)
- ポジティブ・アテンションプリーズ! (2024년 7월 5일)
- 君色のひかり (2024년 10월 18일)

### 참가 작품
- 「스즈키 마사유키 feat. 타카기 레니」 Love is Show (2023년 3월 29일)

## 출연
모모이로 클로버Z의 다른 멤버들과 같이 출연한 것은 제외

### 라디오
- 다카기 레니의 King of Rock!（2012년 4월 26일 - 2012년 9월 27일, InterFM）- 『YOUNG BLOOD』중 하나의 코너
- 야마사토 료타의 성과없는 논의（2012년 6월 13일, TBS라디오）- 다른 멤버들보다 앞서, 심야 라디오 생방송에 첫 출연
- 한밤중의 할리 & 레이스（2012년 12월 25일, RF 라디오）- 당일 행해진 라이브 종료 후 생방송 출연

### 텔레비전
- 동경소녀 야마시타 리오 제 2화（2008년 4월 12일, BS-TBS|BS-i）
- SHIBUYA DEEP A（2011년 7월 15일, NHK 총합 텔레비전）

### 웹
- 『우레로☆미확인소녀』를 다 같이 보자!（2011년 12월 23일, 니코니코 생방송）[10]
- 카지와라 방송국 #22（2012년 3월 2일、Ustream）[11][12]

### 잡지 등
- 뉴타입 (잡지) 2011년 12월호
- HONKOWA 2012년 1월호
- 모기타테☆아이돌 인간　제 2권（2012년）- 코믹스 띠에 코멘트와 친필 일러스트를 수록
- Zipper（2011년 11월호 - ） -「풍운！다카기성」이란 코너를 연재

### PV
- 시온 (가수)「Last Song」（2008년）

## 참고 문헌
- “5호 연속 특집 모모이로 클로버Z 퍼스널 인터뷰 최종회 다카기 레니”. 《Quick Japan》 (太田出版) (Vol.100). 2012년 2월 20일. 다음 글자 무시됨: ‘ 和書 ’ (도움말)